# Borel (Mondkrater)
Borel ist ein kleiner Einschlagkrater im südöstlichen Teil des Mare Serenitatis. Er liegt südwestlich des Kraters Le Monnier und war als Le Monnier C bekannt, ehe er 1976 durch die Internationale Astronomische Union (IAU) umbenannt wurde. Er zeigt eine annähernd runde, schüsselförmige Struktur mit innengelegenen Ebenen, die zum Mittelpunkt des Kraters hin abfallen. Die Innenseite hat eine höhere Albedo als die umgebenden dunklen Mare.